# Municipio de Brenna
El municipio de Brenna (en inglés: Brenna Township) es un municipio ubicado en el condado de Grand Forks en el estado estadounidense de Dakota del Norte. En el año 2010 tenía una población de 725 habitantes y una densidad poblacional de 7,77 personas por km².

## Geografía
El municipio de Brenna se encuentra ubicado en las coordenadas 47°53′20″N 97°10′17″O / 47.88889, -97.17139. Según la Oficina del Censo de los Estados Unidos, el municipio tiene una superficie total de 93.27 km², de la cual 93,2 km² corresponden a tierra firme y (0,07 %) 0,07 km² es agua.

## Demografía
Según el censo de 2010, había 725 personas residiendo en el municipio de Brenna. La densidad de población era de 7,77 hab./km². De los 725 habitantes, el municipio de Brenna estaba compuesto por el 98,76 % blancos, el 0,41 % eran amerindios, el 0,14 % eran asiáticos y el 0,69 % eran de una mezcla de razas. Del total de la población el 1,52 % eran hispanos o latinos de cualquier raza.